# Campionati mondiali maschili di pallacanestro Under-19
I Campionati mondiali maschili di pallacanestro Under-19 FIBA sono una competizione cestistica internazionale a cadenza biennale organizzata dalla FIBA. Dal 2007 rappresenta la massima competizione cestistica internazionale a livello giovanile.
La prima edizione si tenne nel 1979 in Brasile e, fino alle edizioni 2003-2007, è stato a cadenza quadriennale. La nazionale campione in carica è quella degli Spagna under 19.

## Albo d'oro
| Anno | Nazione ospitante | Finale 1º/2º | Finale 1º/2º | Finale 1º/2º     | Finale 3º/4º | Finale 3º/4º | Finale 3º/4º   |
| Anno | Nazione ospitante | Vincitore    | punteggio    | Secondo posto    | Terzo posto  | punteggio    | Quarto posto   |
| ---- | ----------------- | ------------ | ------------ | ---------------- | ------------ | ------------ | -------------- |
| 1979 | Salvador          | Stati Uniti  | 75-55        | Brasile          | Argentina    | [ 2 ]        | Jugoslavia     |
| 1983 | Palma di Maiorca  | Stati Uniti  | 82-78        | Unione Sovietica | Brasile      | 71-66        | Spagna         |
| 1987 | Bormio            | Jugoslavia   | 86-76        | Stati Uniti      | Italia       | 77-66        | Germania Ovest |
| 1991 | Edmonton          | Stati Uniti  | 90-85        | Italia           | Argentina    | 74-71        | Jugoslavia     |
| 1995 | Atene             | Grecia       | 91-73        | Australia        | Spagna       | 77-64        | Croazia        |
| 1999 | Lisbona           | Spagna       | 94-87        | Stati Uniti      | Croazia      | 66-59        | Argentina      |
| 2003 | Salonicco         | Australia    | 126-92       | Lituania         | Grecia       | 73-64        | Croazia        |
| 2007 | Novi Sad          | Serbia       | 74-69        | Stati Uniti      | Francia      | 75-67        | Brasile        |
| 2009 | Auckland          | Stati Uniti  | 88-80        | Grecia           | Croazia      | 87-81        | Australia      |
| 2011 | Riga              | Lituania     | 85-67        | Serbia           | Russia       | 77-72        | Argentina      |
| 2013 | Praga             | Stati Uniti  | 82-68        | Serbia           | Lituania     | 106-100      | Australia      |
| 2015 | Grecia            | Stati Uniti  | 79-71TS      | Croazia          | Turchia      | 80-71        | Grecia         |
| 2017 | Il Cairo          | Canada       | 79-60        | Italia           | Stati Uniti  | 96-72        | Spagna         |
| 2019 | Candia            | Stati Uniti  | 93-79        | Mali             | Francia      | 73-68        | Lituania       |
| 2021 | Daugavpils e Riga | Stati Uniti  | 83–81        | Francia          | Canada       | 101–92       | Serbia         |
| 2023 | Debrecen          | Spagna       | 73-69TS      | Francia          | Turchia      | 84-70        | Stati Uniti    |

## Medagliere
| Pos. | Paese            | Oro | Argento | Bronzo | Totale |
| ---- | ---------------- | --- | ------- | ------ | ------ |
| 1    | Stati Uniti      | 8   | 3       | 1      | 12     |
| 2    | Spagna           | 2   | 0       | 1      | 3      |
| 3    | Serbia           | 1   | 2       | 0      | 3      |
| 4    | Grecia           | 1   | 1       | 1      | 3      |
| 4    | Lituania         | 1   | 1       | 1      | 3      |
| 6    | Australia        | 1   | 1       | 0      | 2      |
| 7    | Canada           | 1   | 0       | 1      | 2      |
| 8    | Jugoslavia       | 1   | 0       | 0      | 1      |
| 9    | Francia          | 0   | 2       | 2      | 4      |
| 10   | Italia           | 0   | 2       | 1      | 3      |
| 11   | Croazia          | 0   | 1       | 2      | 3      |
| 12   | Brasile          | 0   | 1       | 1      | 2      |
| 13   | Mali             | 0   | 1       | 0      | 1      |
| 13   | Unione Sovietica | 0   | 1       | 0      | 1      |
| 15   | Argentina        | 0   | 0       | 2      | 2      |
| 15   | Turchia          | 0   | 0       | 2      | 2      |
| 16   | Russia           | 0   | 0       | 1      | 1      |

## MVP del torneo
- 1987:  Toni Kukoč
- 1991:  Dejan Bodiroga
- 1995:  Euthymīs Rentzias
- 1999:  Andrej Kirilenko
- 2003:  Andrew Bogut
- 2007:  Milan Mačvan
- 2009:  Mario Delaš
- 2011:  Jonas Valančiūnas
- 2013:  Aaron Gordon
- 2015:  Jalen Brunson
- 2017:  R.J. Barrett
- 2019:  Reggie Perry
- 2021:  Chet Holmgren
- 2023:  Izan Almansa